# Why Marx Was Right
Why Marx Was Right (tạm dịch: Tại sao Marx đúng) là một cuốn sách năm 2011 của học giả người Anh Terry Eagleton về nhà triết học thế kỷ 19 Karl Marx và các trường phái tư tưởng, chủ nghĩa Marx, hình thành từ tác phẩm của ông. Viết cho những người không chuyên, Eagleton nêu ra mười quan điểm mà người bình thường phản đối chủ nghĩa Marx và bác bỏ từng ý kiến một. Những quan điểm đó bao gồm: chủ nghĩa Marx không còn phù hợp do các giai cấp xã hội đã thay đổi trong thế giới hiện đại; chủ nghĩa Marx hệ tư tưởng mang tính tất định và không tưởng; và những người theo chủ nghĩa Marx phản đối mọi cải cách và tin vào một nhà nước chuyên chế.
Trong phần lập luận phản biện, Eagleton giải thích làm sao đấu tranh giai cấp là trọng tâm của chủ nghĩa Marx: lịch sử được coi là quá trình tiến triển của các phương thức sản xuất, như chế độ phong kiến và chủ nghĩa tư bản, mô tả các vật liệu, công nghệ và các quan hệ xã hội cần thiết để sản xuất hàng hóa và dịch vụ trong xã hội. Giai cấp vô sản (giai cấp công nhân) trong chủ nghĩa tư bản là những người thiếu quyền tự chủ đáng kể đối với các điều kiện lao động của mình. Eagleton mô tả cách mạng có thể dẫn đến một phương thức sản xuất mới - chủ nghĩa xã hội - trong đó giai cấp công nhân nắm quyền kiểm soát, và một xã hội cộng sản cuối cùng có thể khiến mô hình nhà nước trở nên lỗi thời. Ông cũng xem xét những thất bại của Liên Xô và các nước cộng sản khác.
Là một tác giả của cả sách chuyên khoa và sách tổng hợp về các lĩnh vực lý luận văn học, chủ nghĩa Marx và Công giáo, Eagleton nhận thấy thời điểm lịch sử phù hợp cho Why Marx Was Right; các nhà phê bình cho rằng cuốn sách là một phần của sự trỗi dậy trong tư tưởng của chủ nghĩa Marx sau cuộc khủng hoảng tài chính 2007–08. Cuốn sách được xuất bản lần đầu tiên vào năm 2011 và tái bản vào năm 2018, đánh dấu 200 năm kể từ ngày sinh của Marx. Ở Canada, Why Marx Was Right lọt vào danh sách các cuốn sách bán chạy nhất của tạp chí Maclean's trong hai tuần vào năm 2011.
Các nhà phê bình bất đồng về việc liệu cuốn sách có thành công trong việc chỉ ra sự phù hợp của chủ nghĩa Marx hay không. Phong cách văn xuôi của Why Marx Was Right đã nhận được lời khen ngợi là hóm hỉnh và dễ tiếp cận từ một số nhà phê bình. Đồng thời, cuốn sách cũng nhận những lời chỉ trích là thiếu hài hước và sử dụng khẳng định hơn là lập luận. Các chuyên gia, bất đồng về việc liệu những phản đối được chọn của Eagleton có phải ngụy biện rơm hay không, cho rằng cuốn sách sẽ được hưởng lợi từ việc đưa vào học thuyết giá trị lao động, cuộc khủng hoảng tài chính 2007-2008 và tư tưởng của chủ nghĩa Marx hiện đại. Tuy vậy, những bình luận của Eagleton về chủ nghĩa duy vật lịch sử đã được ca ngợi. Why Marx Was Right bị chỉ trích vì đã bảo vệ Liên Xô trước thời Stalin và các quốc gia theo chủ nghĩa Marx khác. Một số nhà phê bình cũng tin rằng cuốn sách có những sai lầm kinh tế và xuyên tạc quan điểm của Marx về bản chất con người, cải cách và các chủ thể khác.

## Bối cảnh

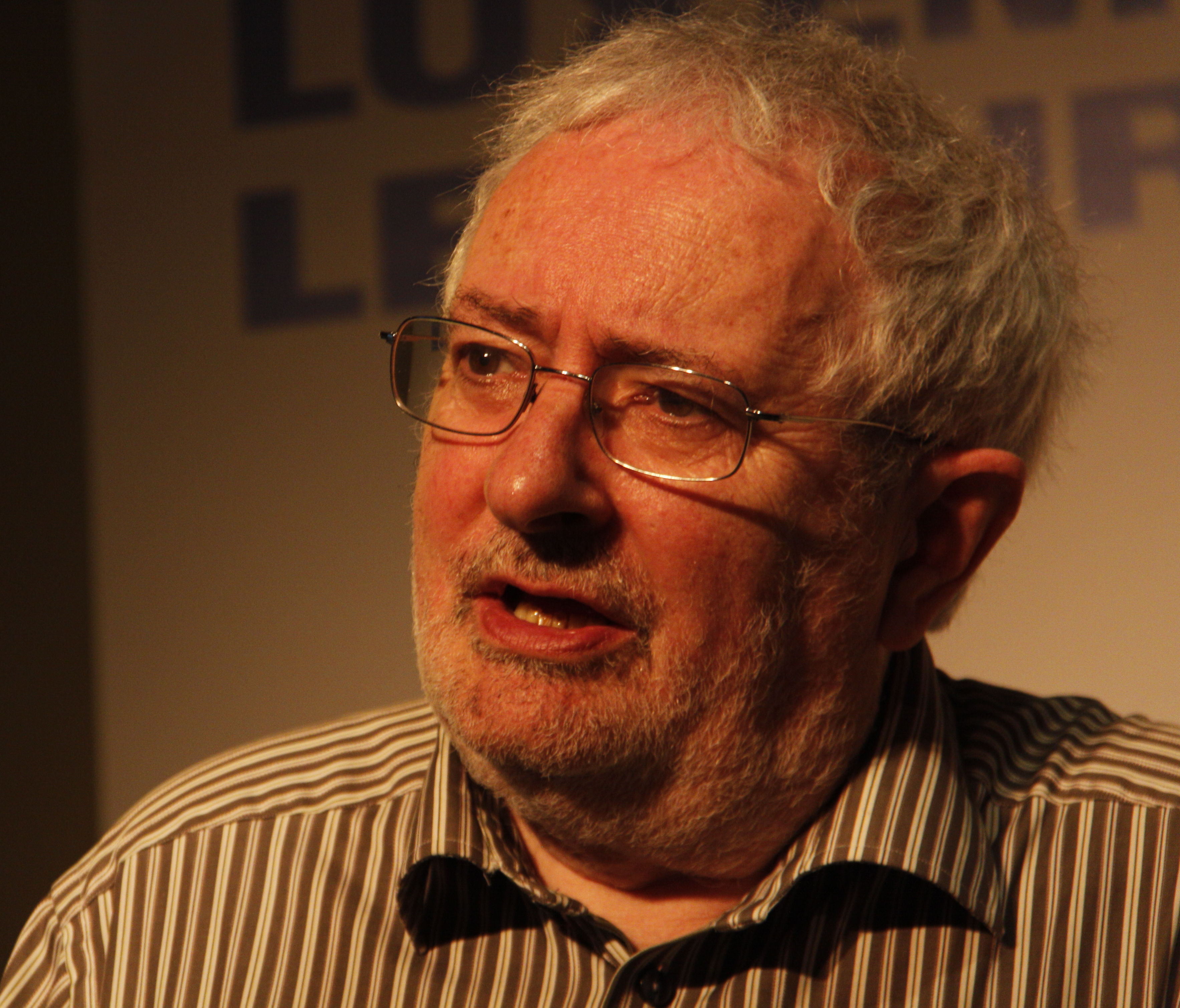
Terry Eagleton vào năm 2013

Terry Eagleton là một học giả trong lĩnh vực lý luận văn học, chủ nghĩa Marx và Công giáo. Ông theo cánh tả khi đang là sinh viên tại Đại học Cambridge vào những năm 1960, nhận thấy mình đang ở giao điểm giữa Cánh tả Mới và chủ nghĩa tiến bộ Công giáo trong các cuộc cải cách của Công đồng Vaticanô II. Eagleton tham gia một nhánh của International Socialist ở Anh và sau đó là Liên đoàn Xã hội Chủ nghĩa Công nhân (Workers' Socialist League). Cuốn sách Criticism and Ideology (1976) của ông giới thiệu một cách tiếp cận theo hướng chủ nghĩa Marx đối với lý luận văn học. Ông trở nên nổi tiếng với cuốn sách Literary Theory: An Introduction (1983), tác phẩm nổi tiếng nhất của ông. Alan Jacobs của First Things nói rằng phong cách viết "dí dỏm và thậm chí tao nhã" của ông là một điều bất thường trong lý luận văn học vào thời điểm đó. Sau khi làm giáo sư Văn học Anh tại Đại học Oxford (1992–2001) và Lý thuyết Văn hóa tại Đại học Manchester (2001–2008), Eagleton còn làm giáo sư thỉnh giảng tại nhiều trường đại học trên khắp thế giới.
Trong cuốn sách, Eagleton sử dụng một số thuật ngữ của triết học Marx, nảy sinh từ những ý tưởng của nhà triết học người Đức Karl Marx. Khi mô tả việc sử dụng lao động của một xã hội, ông sử dụng cụm từ tư liệu sản xuất để mô tả các nguyên liệu thô và công cụ cần thiết để sản xuất hàng hóa và dịch vụ; lực lượng sản xuất để gọi chung tư liệu sản xuất, tri thức của con người và phân công lao động trong xã hội. Một xã hội cũng có các quan hệ sản xuất: các vai trò như lao động làm công ăn lương, trong đó một người bán sức lao động cho ông chủ để đổi lấy tiền. Lực lượng sản xuất và quan hệ sản xuất - gọi chung là phương thức sản xuất - được Marx coi là mô tả cấu trúc cơ bản của một xã hội; ví dụ phương thức sản xuất bao gồm chế độ tư bản và chế độ phong kiến.
Theo lý thuyết giai cấp của Marx, một người thuộc về một giai cấp xã hội cụ thể (ví dụ như giai cấp công nhân) dựa trên vai trò của họ trong phương thức sản xuất. Trong chủ nghĩa tư bản, chẳng hạn, giai cấp tư sản là một giai cấp sở hữu tài sản, những người kiểm soát tư liệu sản xuất. Marx đã xác định mô hình một giai cấp xã hội phát triển lực lượng sản xuất cho đến khi các quan hệ sản xuất là rào cản cho sự tiến bộ hơn nữa. Đấu tranh giai cấp - một căng thẳng cơ bản được đề xuất giữa các giai cấp khác nhau - là trọng tâm trong cách hiểu của những người Marxist về cách thức thiết lập một phương thức sản xuất mới. Vì xem sự phát triển xã hội bắt nguồn từ những điều kiện vật chất hơn là những ý tưởng trừu tượng, Marx là một nhà duy vật lịch sử, hơn là một nhà duy tâm. Cơ sở hạ tầng và kiến trúc thượng tầng là một mô hình duy vật để mô tả xã hội, trong đó phương thức sản xuất ("cơ sở hạ tầng") được xem là hình thành các khía cạnh khác của cộng đồng: nghệ thuật, văn hóa, khoa học,... ("kiến trúc thượng tầng").

## Tóm tắt nội dung
Các chương cuốn sách đưa ra mười quan điểm phản đối lý thuyết đối với chủ nghĩa Marx, mỗi quan điểm theo sau là lập luận phản bác của ông. Ông bắt đầu với việc phản đối rằng giai cấp xã hội đóng một vai trò thấp hơn trong các xã hội hậu công nghiệp, từ đó khiến lý thuyết giai cấp của Marx không thể áp dụng được. Lập luận phản bác của Eagleton là Marx đã dự đoán các hiện tượng như toàn cầu hóa và những thay đổi xã hội kể từ thời đại của Marx về cơ bản không làm thay đổi bản chất của chủ nghĩa tư bản. Eagleton nhận thấy rằng việc đàn áp phong trào lao động là nguyên nhân chủ yếu làm giảm sự ủng hộ của quần chúng đối với chủ nghĩa Marx từ giữa những năm 1970 trở đi.
Phản đối thứ hai là sự cai trị của chủ nghĩa Marx dẫn đến việc giết người hàng loạt, xâm phạm quyền tự do và những khó khăn khác. Trong chương này, Eagleton mô tả các phương pháp tiếp cận chủ nghĩa xã hội khác với các phương pháp tiếp cận của các quốc gia cộng sản thất bại và so sánh các quốc gia cộng sản thất bại với các quốc gia tư bản chủ nghĩa. Liên hệ tới Marx, Vladimir Ilyich Lenin và Lev Davidovich Trotsky, Eagleton đưa ra những điều kiện mà ông tin rằng cần phải có để đạt được chủ nghĩa xã hội thành công: dân số có giáo dục, sự thịnh vượng sẵn có và sự ủng hộ của quốc tế sau một cuộc cách mạng ban đầu. Ông nói rằng chủ nghĩa xã hội với nguồn lực vật chất không đầy đủ dẫn đến các chế độ như thời Stalin, vốn bị những người theo chủ nghĩa Trotsky và những người theo chủ nghĩa xã hội tự do chỉ trích. Một phương thức sản xuất thay thế là chủ nghĩa xã hội thị trường, trong đó tư liệu sản xuất sẽ thuộc sở hữu tập thể, nhưng các hợp tác xã công nhân dân chủ sẽ cạnh tranh trong điều kiện thị trường.
Thứ ba, Eagleton lập luận chống lại quan điểm rằng chủ nghĩa Marx yêu cầu niềm tin rằng sự thay đổi xã hội đã được xác định trước ("quyết định luận lịch sử"). Quan điểm của Marx cho rằng các xã hội có thể phát triển theo những hướng khác nhau - ví dụ, chủ nghĩa tư bản có thể trì trệ, hoặc dẫn đến chủ nghĩa xã hội hoặc chủ nghĩa phát xít, do đó không có tính tất định.

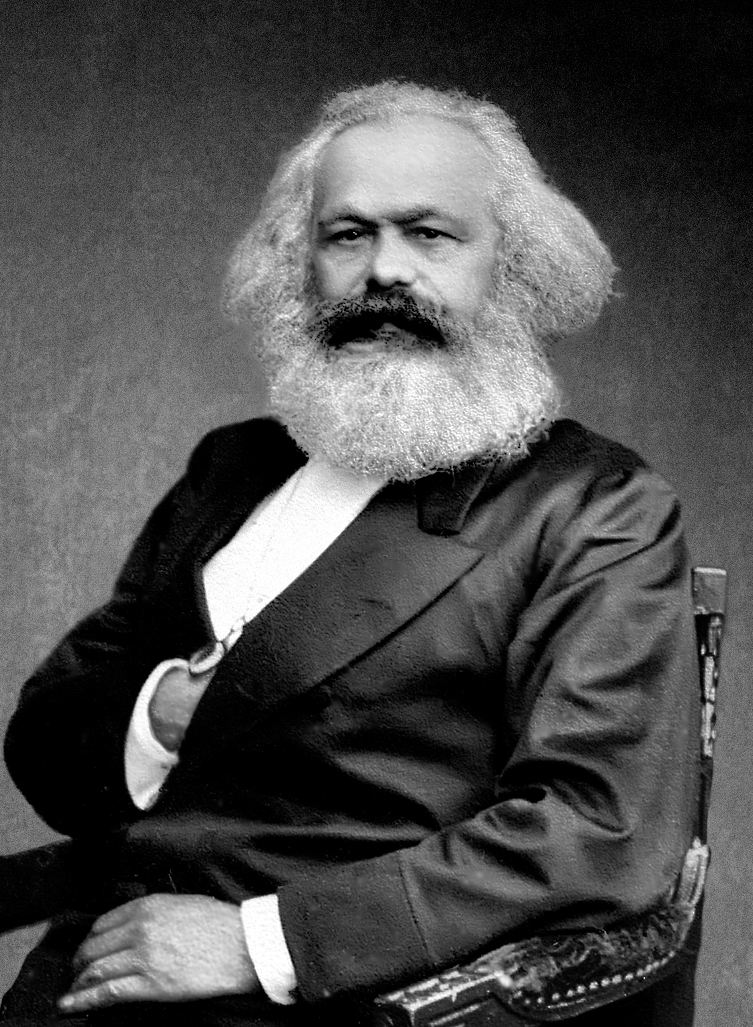
Karl Marx

Thứ tư là các quan điểm cho rằng chủ nghĩa Marx là không tưởng, xóa bỏ bản chất con người để khắc họa một thế giới hoàn hảo. Tuy nhiên, Marx lại hoài nghi những người theo chủ nghĩa xã hội không tưởng và không nhắm đến việc mô tả một tương lai lý tưởng. Ông là một nhà duy vật né tránh chủ nghĩa duy tâm, đối lập với tư tưởng Khai sáng, chủ nghĩa tự do. Marx có lẽ đã nghĩ rằng bản chất con người tồn tại, theo Eagleton, người viết rằng chủ nghĩa xã hội sẽ không đòi hỏi lòng vị tha từ mỗi người dân, mà chỉ là một sự thay đổi cấu trúc đối với các thể chế xã hội. Marx, một người theo chủ nghĩa cá nhân, coi tính đồng nhất là một đặc điểm của chủ nghĩa tư bản, và chủ nghĩa cộng sản là sự hiện thực hóa tự do cá nhân. Ông bác bỏ một quan điểm tư sản về bình đẳng là quá trừu tượng và che khuất những bất bình đẳng vốn có của chủ nghĩa tư bản.
Chương thứ năm phân tích liệu chủ nghĩa Marx có phải là một hình thức của quyết định luận kinh tế, trình bày tất cả cuộc sống thông qua một khuôn khổ hẹp của kinh tế học hay không. Mặc dù những người theo chủ nghĩa Marx coi lịch sử là nghiên cứu về sự tiến triển của các phương thức sản xuất, các nhà tư tưởng thời Khai sáng như Adam Smith cũng vậy. Cơ sở hạ tầng và kiến trúc thượng tầng của Marx không mang tính tất định, theo Eagleton, vì kiến trúc thượng tầng không được xác định đầy đủ bởi cơ sở hạ tầng, và cũng có thể khiến cơ sở hạ tầng thay đổi. Trong chủ nghĩa Marx, đấu tranh giai cấp có thể quyết định sự tiến bộ của xã hội, nhưng giai cấp không chỉ là địa vị kinh tế, mà còn gắn liền với truyền thống, giá trị và văn hóa.
Chương thứ sáu bàn về các khẳng định rằng chủ nghĩa duy vật Marxist bác bỏ tinh thần và coi ý thức chỉ là một hiện tượng vật chất. Mặc dù những người theo chủ nghĩa duy vật trong quá khứ coi con người chỉ là vật chất, hình thức chủ nghĩa duy vật của Marx bắt đầu với khái niệm cơ bản rằng con người là sinh vật hoạt động có quyền tự quyết. Theo cách hiểu của Eagleton về Marx, tâm trí con người không phải là một cái gì đó khác với cơ thể con người, và tâm linh và ý thức là những vấn đề của trải nghiệm cơ thể. Eagleton liệt kê các cấu trúc, giống như các nhà thờ Tái sinh ở Mỹ, có thể là một phần của cả cơ sở hạ tầng và cấu trúc thượng tầng, và các khía cạnh của cuộc sống, như tình yêu, không thể được phân loại vào một trong hai.
Chương thứ bảy dựa trên một lập luận chống chủ nghĩa Marx rằng sự di động xã hội ngày càng tăng và các giai cấp xã hội đã thay đổi kể từ thời Marx, khiến cho hệ tư tưởng trở nên lỗi thời; tuy nhiên, Eagleton coi chủ nghĩa tư bản hiện đại là ngụy tạo cho những bất bình đẳng giai cấp vẫn còn tồn tại. Trong chủ nghĩa Marx, giai cấp là về vai trò của một người trong sản xuất hơn là quan điểm của họ. Giai cấp vô sản (giai cấp công nhân) bao gồm tất cả những người có ít quyền kiểm soát đối với sức lao động của họ, thứ mà họ bị buộc phải bán để lấy tư bản từ ông chủ. Eagleton lập luận rằng các ý tưởng của Marx có khả năng chống lại với những thay đổi kể từ khi ông còn sống: trong thời đại của Marx, nữ giúp việc là nhóm những người vô sản lớn nhất, nhưng Marx đã xác định một tầng lớp trung lưu đang phát triển. Nhân viên cổ cồn trắng có thể là tầng lớp lao động, và văn hóa, dân tộc, bản sắc và tình dục gắn liền với giai cấp xã hội.
Phản đối thứ tám là những người Marxist chủ trương một cuộc cách mạng bạo lực của một nhóm thiểu số, những người sẽ thiết lập một xã hội mới, trở nên phản dân chủ và phản cải cách. Eagleton nói rằng một số cuộc cách mạng như Cách mạng Tháng Mười ít bạo lực hơn, ví dụ, các cuộc cải cách Phong trào dân quyền Hoa Kỳ; ông coi cách mạng là một quá trình lâu dài với những nguyên nhân lâu dài. Mặc dù thừa nhận rằng chủ nghĩa Marx đã dẫn đến đổ máu, Eagleton lập luận rằng chủ nghĩa tư bản cũng vậy, và rất ít người theo chủ nghĩa Marx hiện đại bảo vệ Iosif Vissarionovich Stalin hoặc Mao Trạch Đông. Cách mạng xã hội chủ nghĩa đòi hỏi giai cấp công nhân phải lật đổ giai cấp tư sản - một hành động dân chủ, vì hầu hết mọi người đều là giai cấp công nhân. Mặc dù một số người cộng sản, bị coi là "cực tả", từ chối mọi nỗ lực cải cách và thể chế đại nghị, những người khác sử dụng những điều này để hướng tới cách mạng. Marx tham gia vào các nhóm cải cách như công đoàn và có thể tin rằng chủ nghĩa xã hội có thể đạt được một cách ôn hòa ở một số nước.
Phản đối thứ chín là chủ nghĩa Marx sẽ thiết lập một nhà nước chuyên chế đứng đầu bởi một nhà độc tài. Mặc dù Marx đã nói về một "chuyên chính vô sản", trong thời đại của ông, chuyên chính có nghĩa là "sự cai trị của đa số". Thay vì chủ nghĩa chuyên chế, ông muốn mô hình nhà nước trở nên lỗi thời và biến mất — một xã hội cộng sản sẽ không có nhà nước bạo lực để bảo vệ status quo, mặc dù các cơ quan hành chính trung ương sẽ vẫn còn. Những người theo chủ nghĩa Marx đương đại không muốn lãnh đạo một nhà nước chuyên chế vì họ tin rằng quyền lực do các tổ chức tài chính tư nhân nắm giữ sẽ làm cho chủ nghĩa xã hội thông qua sự kiểm soát của nhà nước là không thể.
Phản đối cuối cùng là các phong trào cấp tiến gần đây - bao gồm chủ nghĩa môi trường, nữ quyền và giải phóng người đồng tính - độc lập với chủ nghĩa Marx và khiến chủ nghĩa Marx không còn. Eagleton muốn cho thấy rằng chủ nghĩa Marx vẫn có một vai trò trong mỗi phong trào này. Ông viết rằng trong khi một số nền văn hóa Marxist là phụ quyền, chủ nghĩa Marx và nữ quyền đã kết hợp thành chủ nghĩa nữ quyền Marxist. Chủ nghĩa dân tộc châu Phi kết hợp các ý tưởng của chủ nghĩa Marx và những người Bolshevik ủng hộ quyền tự quyết, mặc dù trong một số trường hợp, Marx đã từng nói ủng hộ chủ nghĩa đế quốc. Về chủ nghĩa tự nhiên, Eagleton mô tả quan điểm của Marx về tác động qua lại giữa con người và tự nhiên: lịch sử loài người là một phần của lịch sử tự nhiên, nhưng dưới chủ nghĩa tư bản, thiên nhiên chỉ được xem như một nguồn tài nguyên.

## Xuất bản
Cuốn sách được xuất bản bìa cứng vào ngày 17 tháng 6 năm 2011 (ISBN 9780300181531) và bìa mềm vào năm 2012. Ấn bản thứ hai với một lời nói đầu mới (ISBN 9780300231069) đánh dấu kỷ niệm 200 năm ngày sinh của Karl Marx vào năm 2018, kèm theo một bản sách nói bởi Roger Clark. Commonweal  xuất bản một phần trích từ cuốn sách gốc.
Trong suốt sự nghiệp của mình, Eagleton đã luân phiến viết sách chuyên ngành và sách cho người đọc phổ thông; Why Marx Was Right thuộc loại thứ hai. Ông nói rằng thời điểm lịch sử phù hợp với cuốn sách. Eagleton coi cuộc tấn công ngày 11 tháng 9 và cuộc khủng hoảng tài chính 2007–2008 là những cuộc khủng hoảng khiến chủ nghĩa tư bản trở nên dễ nhận thấy hơn trong cuộc sống hàng ngày. Trong khi chủ nghĩa Marx đã không còn hợp thời do những thất bại của Liên Xô và Trung Quốc hiện đại, thì những cuộc khủng hoảng này đã gây ra sự trỗi dậy trong tư tưởng của chủ nghĩa Marx, dẫn đến những cuốn sách như Why Not Socialism? của GA Cohen (2009) và The Communist Hypothesis của Alain Badiou (2010).
Eagleton được thúc đẩy bởi cảm giác về sự phù hợp tiếp diễn của Marx trong một thế giới mà ông ấy dường như đã quá lỗi thời. Eagleton quan tâm đến việc bảo vệ chủ nghĩa Marx trước những quan điểm chỉ trích của người không chuyên, rằng chủ nghĩa Marx là "không còn phù hợp hoặc xúc phạm hoặc chuyên chế hoặc lạc hậu", và tin rằng quan điểm của Marx đã bị "biếm họa một cách phi thường". Trong một buổi nói chuyện, Eagleton kể lại rằng một độc giả đã gửi thư hỏi tại sao cuốn sách không có tên Why Marx Is Right ở thì hiện tại và ông trả lời rằng "thực ra ông ấy đã chết".
Eagleton, xuất thân từ một gia đình Công giáo Ireland, xem chương thứ sáu của cuốn sách là một trong những chương quan trọng nhất. Khi lập luận rằng tâm linh được kết nối với thế giới vật chất như một cách để thảo luận về "mối quan hệ con người, thực tại lịch sử, công lý" và các chủ đề khác, ông đã rút ra mối liên hệ giữa thần học Công giáo với cơ sở hạ tầng và kiến trúc thượng tầng của Marx.

## Tiếp nhận
Cuốn sách đã lọt vào danh sách 10 cuốn sách phi hư cấu bán chạy nhất của Maclean's ở Canada trong hai tuần tháng 6 năm 2011. Năm 2016, Why Marx Was Right là một cuốn sách phi hư cấu bán chạy nhất ở Calgary.

### Từ các nhà phê bình
Social Alternative, Publishers Weekly, Science & Society và Weekend Australian đều khẳng định rằng cuốn sách đã chứng minh giá trị đương đại của chủ nghĩa Marx. Kavish Chetty (viết trên cả Cape Argus và Daily News) coi đây là "là một cuốn sách cần thiết trong nhiệm vụ được hồi sinh để giải cứu Marx", mặc dù ông cũng có những lời chỉ trích về cuốn sách. Economic and Political Weekly tin rằng Eagleton đã thành công trong việc sửa chữa "những quan niệm sai lầm thông tục", và Social Scientist cũng có quan điểm tương tự. Các nhà phê bình bất đồng quan điểm với tác giả bao gồm Actualidad Economica, Tristram Hunt của The Guardian và The American Conservative. The American Conservative cho rằng cuốn sách thất bại trong việc giải thích rõ ràng niềm tin của Marx hay lý do tại sao những điều đó lại hấp dẫn. Choice Reviews giới thiệu cuốn sách này như một cuốn giới thiệu mở đầu và Estudios de Asia y Africa chỉ ra rằng cuốn sách cung cấp một khuôn khổ hữu ích để xem xét tương lai của Cách mạng Ai Cập 2011.

#### Phong cách viết
Science & Society, Publishers Weekly và The Irish Times đều ca ngợi cuốn sách vì sự dí dỏm. Times Higher Education thích thú với "dấu gạch ngang không thể sai, ... những cường điệu căng thẳng và trò đùa bùng nổ" của Eagleton, trong khi The Age ví "sự hào hoa bằng lời nói" của Eagleton với George Bernard Shaw. Economic and Political Weekly đánh giá tác phẩm này là "niềm vui tuyệt vời", nhưng có khả năng gây bối rối cho những người không quen thuộc với tác giả. Ngược lại, các nhà phê bình The Australian, Libertarian Papers và Chetty chỉ trích sự thiếu hài hước của Eagleton; Hunt cảm thấy rằng sự sáng tạo và dũng cảm của truyền thống Marxist đã không còn.
Social Scientist và The Irish Times cho rằng phong cách văn xuôi của cuốn sách là có thể tiếp cận được, tràn đầy cái Sunday Herald gọi là "brio đặc trưng" của Eagleton, khiến cuốn sách "dễ đọc và kích khích" như các tác phẩm khác của ông. Tuy nhiên, The Christian Century nhận thấy cái diễn đạt hoa mỹ của Eagleton đôi khi làm sao lãng khỏi lập luận chính của ông. Financial Times cũng đánh giá những ám chỉ về văn hóa của Eagleton là "quá cố gắng để tiếp cận độc giả phổ thông". Actualidad Económica cho rằng phong cách văn xuôi của cuốn sách không bằng của Marx.
Commentary, First Things và Times Higher Education chỉ trích cái họ cho là yếu kém về lập luận trong cuốn sách. Times Higher Education cho rằng Eagleton sử dụng "nhiều khẳng định hơn là lập luận". Cuốn sách là một lời bào chữa của Marx, theo The New Republic, bất chấp những phản đối ngược lại của Eagleton. Tích cực hơn một chút, Financial Times xác định "những hiểu biết sâu sắc về trí tưởng tượng" trong số các phép loại suy "khó hiểu". The American Conservative nhận thấy những phân tích lý thuyết của Eagleton tốt hơn phân tích lịch sử của ông, nhưng chỉ trích "các lập luận [là] thường sơ đẳng và đôi khi không rõ ràng", đồng quan điểm với Symploke, ấn phẩm cho rằng các quan điểm "mạnh mẽ" của Eagleton là không phải là nguyên bản. Một bài đánh giá trên The Christian Century kết luận rằng các lập luận của Eagleton là thuyết phục.

#### Chủ đề
Các nhà phê bình nêu bật các chủ đề bị bỏ sót hoặc không được đề cập đầy đủ, chẳng hạn như kinh tế học Marxist (ví dụ học thuyết giá trị lao động), cuộc khủng hoảng tài chính 2007–2008, và chủ nghĩa Hậu Marxist. Hai nhà phê bình cho rằng định nghĩa thuật ngữ và các số liệu thống kê hỗ trợ của Eagleton là không đủ. Lý thuyết giá trị thặng dư của Marx, mà Eagleton trình bày trong cuốn sách, bị Libertarian Papers và Actualidad Económica coi là mất uy tín. The Times Literary Supplement đặt câu hỏi tại sao triết học về con người của Eagleton lại lấy từ giai đoạn đầu của Marx. The American Conservative và nhà văn Owen Hatherley của tờ The Guardian tin rằng mười quan điểm phản đối không phải là biện hộ rơm, trong khi Libertarian Papers and Financial Times cho rằng 10 quan điểm này đã được lựa chọn một cách tùy tiện. The Australian gợi ý rằng Eagleton lẽ ra nên giao chiến trực tiếp với một "đối thủ thiện chiến".
Một số nhà phê bình chỉ trích sự bảo vệ của Eagleton đối với Liên Xô thời kỳ tiền Stalin và các nhà nước Cộng sản khác. The Irish Times and Weekend Australian nhận thấy đây là phần yếu nhất của cuốn sách, tin rằng các nhà nước này không nên được ca ngợi. Science & Society nhận thấy những đề cập ngắn gọn của ông về Trung Quốc là "không đủ một cách đáng tiếc", cho rằng có thể đưa ra một bảo vệ mạnh mẽ hơn, và Commentary nhấn mạnh lời khen ngợi của Eagleton đối với việc chăm sóc trẻ em ở Cộng hòa Dân chủ Đức là một trong số "những lời bào chữa kỳ lạ" đối với các quốc gia theo chủ nghĩa Marx. Phản bác lại Eagleton, người nói rằng Đông Âu và Trung Quốc theo chủ nghĩa Mao đã chuyển đổi từ chế độ phong kiến sang chủ nghĩa cộng sản, The Irish Times nhận xét rằng chính quyền Hoa Kỳ ở Đông Á đã đạt được thành tựu tương tự "với chi phí thấp hơn nhiều", cũng như Vương quốc Anh với Land Acts ở Ireland. Hatherley, một nhà phê bình bất đồng quan điểm, cho rằng Eagleton "thuyết phục" về chủ đề Liên Xô, trong khi Rethinking Marxism chỉ trích Eagleton từ cánh tả là "bị mắc kẹt trong giới hạn của thị trường" vì đã trình bày chủ nghĩa xã hội thị trường như một sự thay thế cho chủ nghĩa Stalin.
Một số bài phê bình đã đưa ra vấn đề với các tuyên bố kinh tế của Eagleton và cách giải thích các quan điểm của Marx. Cả Hunt và Actualidad Económica đều chỉ trích tuyên bố của Eagleton rằng một phần ba trẻ em Anh sống nghèo đói. Libertarian Papers chỉ trích rằng Eagleton đã không phân biệt chủ nghĩa can thiệp nhà nước với kinh tế tự do và The Irish Times cho rằng ông đã vi phạm một quy tắc cơ bản của kinh tế học khi cho rằng cả giá cả và số lượng hàng hóa đều có thể được cố định. Các nhà phê bình cho rằng Marx và Engels, trái ngược với mô tả của Eagleton, coi chủ nghĩa cộng sản dẫn đến sự thay đổi bản chất con người. Các nhà phê bình khác cho rằng Eagleton đã phóng đại sự ủng hộ hạn chế hoặc chấp nhận của Marx đối với cải cách, chủ nghĩa môi trường và tôn giáo.
Các nhà phê bình nhấn mạnh các phần Eagleton viết về chủ nghĩa duy vật là đặc biệt mạnh mẽ. Social Scientist cảm thấy thích với nội dung này, trong khi Hunt ca ngợi tầm bao quát của cuốn sách về dân chủ, ý chí tự do và tính hiện đại. The Times Literary Supplement viết rằng chương 3 đến chương 6 có tiềm năng hữu ích cho các nhà sử học, ngôn ngữ đơn giản và tầm nhìn về chủ nghĩa Marx phù hợp với các bài viết khác của Eagleton, phần nào kéo phần còn lại của cuốn sách lên. The Irish Times mô tả chương thứ sáu, về chủ nghĩa duy vật, là phần "khai sáng nhất" của cuốn sách. Bất đồng quan điểm, Times Higher Education cho rằng Eagleton quá coi trọng chủ nghĩa duy vật, một chủ đề chỉ thú vị đối với "những người theo chủ nghĩa Marx thần học" kể từ các tác phẩm của Ludwig Wittgenstein.

## Chú giải
1. ↑  trích dẫn từ tiếng Tây Ban Nha: "la sensación de continua relevancia de Marx en un mundo en el que parece estar tan obsoleto".[23]
2. ↑  tiếng Tây Ban Nha: "espiritualidad simplemente es otra manera de hablar de las relaciones humanas, de las realidades históricas, de justicia, etc."[17]
3. ↑  tiếng Anh: "infallible dash, ... unnerving hyperbole and explosive jokes".

## Trích dẫn
1. 1 2  Jacobs (2011), tr. 21.
2. ↑  Smith (2013).
3. ↑  Wroe (2002).
4. ↑  Lancaster University (2021).
5. ↑  Bottomore (1991), tr. 298.
6. ↑  Harvey (2010), tr. 171.
7. ↑  Sewell & Woods (2015).
8. ↑  Bottomore (1991), tr. 191; Sewell & Woods (2015).
9. ↑  Eagleton (2018), tr. 161.
10. ↑  Bottomore (1991), tr. 56.
11. ↑  Eagleton (2018), tr. 37.
12. ↑  Bottomore (1991), tr. 85.
13. ↑  Bottomore (1991), tr. 238, 247.
14. ↑  Eagleton (2018), tr. 148.
15. ↑  Quinn (2018).
16. ↑  Eagleton (2011a).
17. 1 2 3  Diente (2014), tr. 270.
18. 1 2 3  Wheen (2011).
19. 1 2 3  Yale Books (2012).
20. ↑  Gray (2011); Wolff (2018).
21. ↑  Casey (2016), tr. 331.
22. ↑  Jeffries (2012).
23. ↑  Diente (2014), tr. 269.
24. ↑  Institute of Art and Ideas (2012).
25. ↑  Macintyre (2011), tr. 22; de Quirós (2014), tr. 102.
26. ↑  Maclean's (2011a), tr. 76.
27. ↑  Maclean's (2011b), tr. 80.
28. ↑  Calgary Herald (2016), tr. G.11.
29. ↑  Archer (2013), tr. 58; Publishers Weekly (2016); Foley (2013); Rundle (2011).
30. ↑  Chetty (2011a); Chetty (2011b), tr. 11.
31. ↑  Dubhashi (2011), tr. 36; Singh (2013), tr. 108.
32. ↑  de Quirós (2014), tr. 102; Goldman (2011), tr. 47; Hunt (2011).
33. ↑  Miller (2011), tr. 352; Reyes (2014), tr. 528.
34. ↑  Foley (2013), tr. 260; Miller (2011), tr. 352; Publishers Weekly (2016); Barry (2011).
35. ↑  Inglis (2011), tr. 50; Macintyre (2011), tr. 22.
36. ↑  Dubhashi (2011), tr. 36.
37. ↑  Chetty (2011a); Bahnisch (2011), tr. 22; Hunt (2011); Brown (2011).
38. ↑  Singh (2013), tr. 108; Barry (2011).
39. ↑  McDowell (2012), tr. 55.
40. 1 2  O'Brien (2011), tr. 44.
41. ↑  de Quirós (2014), tr. 102.
42. ↑  Williamson (2011); Jacobs (2011), tr. 24; Inglis (2011), tr. 50.
43. ↑  Gray (2011).
44. ↑  Goldman (2011), tr. 47; Goldstein (2015), tr. 403.
45. ↑  Wheen (2011); Dubhashi (2011), tr. 36; Hatherley (2011).
46. ↑  Goldman (2011), tr. 48; Williamson (2011).
47. ↑  Goldstein (2015), tr. 404; Inglis (2011), tr. 50.
48. ↑  Singh (2013), tr. 108; Brown (2011).
49. ↑  Brown (2011); de Quirós (2014), tr. 102; Tooze (2011).
50. ↑  Goldman (2011), tr. 47; Hatherley (2011); Wheen (2011); Brown (2011).
51. ↑  Bahnisch (2011), tr. 22.
52. ↑  Goldman (2011), tr. 47; Tooze (2011); Mayer (2018), tr. 11.
53. ↑  Rundle (2011), tr. 25; Barry (2011).
54. ↑  Foley (2013), tr. 260; Williamson (2011).
55. 1 2  Barry (2011).
56. ↑  Hatherley (2011); Bergfeld (2014), tr. 601–603.
57. ↑  de Quirós (2014), tr. 102; Hunt (2011).
58. ↑  Brown (2011); Barry (2011).
59. ↑  de Quirós (2014), tr. 102; Hunt (2011); Goldman (2011), tr. 49.
60. ↑  Gray (2011); Publishers Weekly (2016); Foley (2013), tr. 261; Mayer (2018), tr. 8.
61. ↑  Singh (2013), tr. 108; Hunt (2011).
62. ↑  Tooze (2011).
63. ↑  Inglis (2011), tr. 50.